# Maria-Gamla Stan
Maria-Gamla Stan is een voormalig stadsdeel in het centrum van Stockholm en telde ca. 62.000 inwoners. Het stadsdeel omvatte de wijken Gamla Stan, Riddarholmen, Långholmen en Reimersholme. Het stadsdeel werd in 1998 in het leven geroepen en werd in 2006 opgeheven.